# Shinbyu

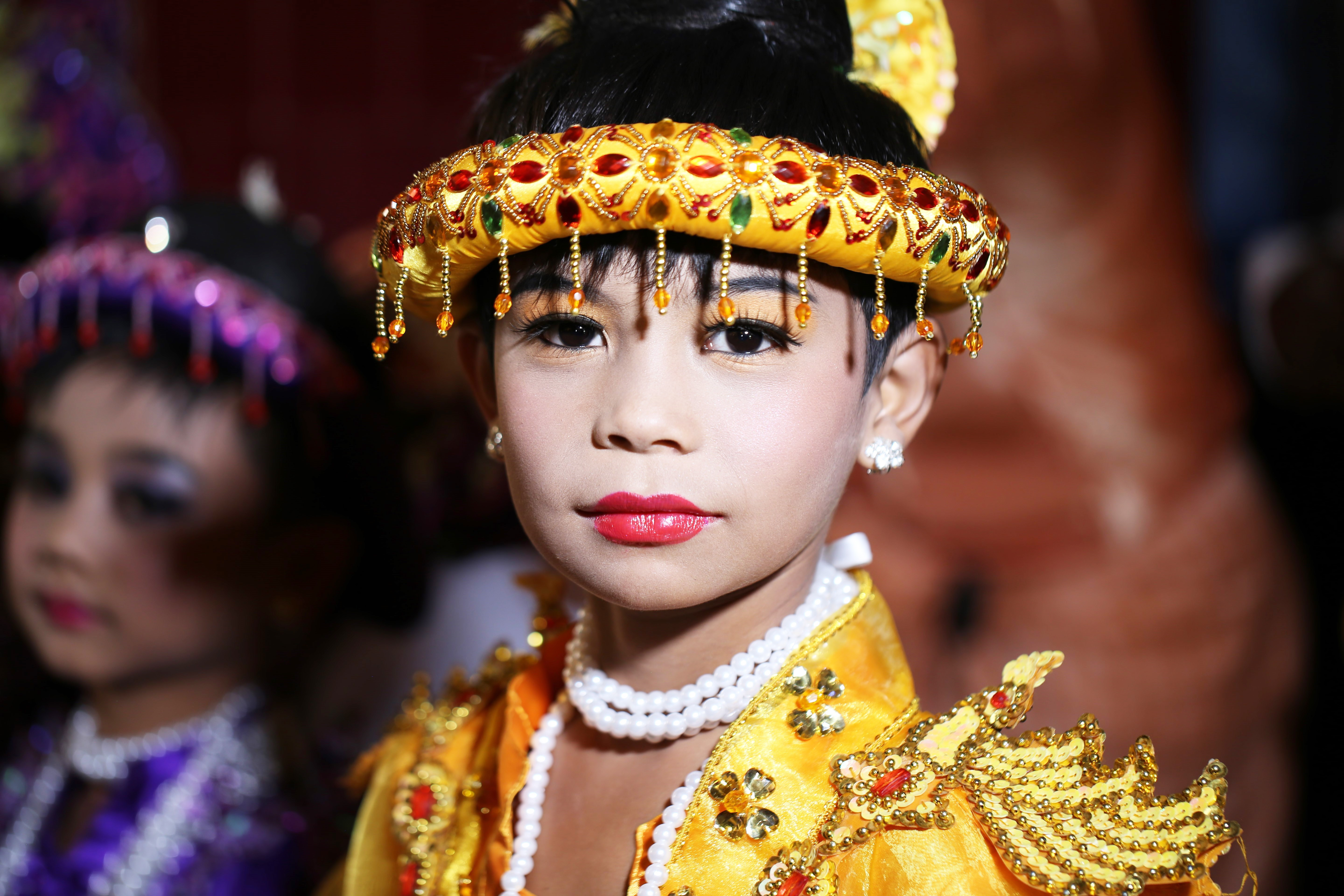
Un futur novice coiffé d'un phawlone. Mandalay, 2018.

Le shinbyu (birman : ရှင်ပြု ; prononcé [ʃɪ̀ɰ̃bjṵ]), également orthographié shinpyu) est un rite de passage et une cérémonie de noviciat (pabbajjā (en)) dans la tradition du bouddhisme theravāda marquant l'ordination monastique sāmaṇera d'un garçon de moins de 20 ans.

Le shinbyu est l'un des Douze Rites Auspicieux (en) dans la culture birmane. C'est aussi une obligation importante pour les parents : ils doivent permettre à leur fils envers leur fils d'aller de l'avant et d'embrasser l'héritage du Bouddha Gautama, de rejoindre la sangha et de s'immerger dans les enseignements du Bouddha, le Dhamma, au moins pour un court moment, et peut-être pour plus longtemps, voire le reste d'une vie. Un garçon peut devenir novice à plusieurs reprises, mais à l'âge de vingt ans, il y aura une autre grande occasion, l'ordination Upasampadā (en), au cours de laquelle le garçon devient un bhikshu pleinement ordonné (ပဉ္စင်း bazin). Ceux qui n'ont pas la chance d'avoir un garçon chercheront un orphelin ou un enfant issu d'une famille très pauvre afin de recevoir cette dispense spéciale du Bouddha et donc d'acquérir un grand mérite. Le shinbyu peut être considéré comme un rite de passage ou une cérémonie de passage à l'âge adulte, comme dans d'autres religions. Permettre à un fils de passer un certain temps, aussi court soit-il, dans un kyaung (en) (monastère bouddhiste birman) est considéré par la plupart des bouddhistes birmans comme le meilleur cadeau religieux que des parents puissent offrir et que cela aura un effet durable sur la vie de l'enfant.

## Histoire
Le premier shinbyu de l'histoire aurait eu lieu du vivant du Bouddha, il y a deux millénaires et demi. C'est son propre fils Rāhula qui s'est approché du père prodigue, à la demande de sa mère Yaśodharā, pour demander son héritage. "Très bien", aurait dit le Bouddha, "voici donc mon héritage pour toi", faisant signe à l'un de ses disciples de raser la tête du jeune prince et de le parer de la robe d'un ascète en échange de sa robe princière, et Rāhula fut alors prié de suivre le Bouddha dans son monastère de la forêt.

## Prélude
L'abbé (birman : ဆရာတော် sayadaw, lit. professeur royal) du monastère local choisira un jour propice pour le noviciat, et la période de la fête de l'eau du nouvel an birman. , Thingyan est un moment privilégié de l'année. Il peut y avoir des garçons d'une famille élargie ou des familles du même quartier ou village qui s'y préparent. Cela inclut généralement l'apprentissage de la récitation de la demande de robes appelée thingan daung (သင်္ကန်းတောင်း) et des Dix Préceptes (ဆယ်ပါးသီလ seba thila) - ils connaissent déjà les Cinq préceptes de base (ငါးပါးသီလ ngaba thila) - ainsi que certaines règles monastiques. Les parents les réprimanderont s'ils sont surpris à grimper aux arbres ou à se baigner dans la rivière, par crainte d'accidents ou d'attraper un mauvais rhume à l'approche de ce grand événement. Leurs sœurs et les membres plus âgés de la famille passent dans chaque maison du village avec un plat en laque contenant des feuilles de thé marinées appelées lahpet (လက်ဖက်) et invitent toute la famille au shinbyu a-hlu (ရှင်ပြုအလှူ). L'acceptation est indiquée par la dégustation du lahpet. Les invitations imprimées sont cependant plus courantes en milieu urbain aujourd'hui.

Différents costumes
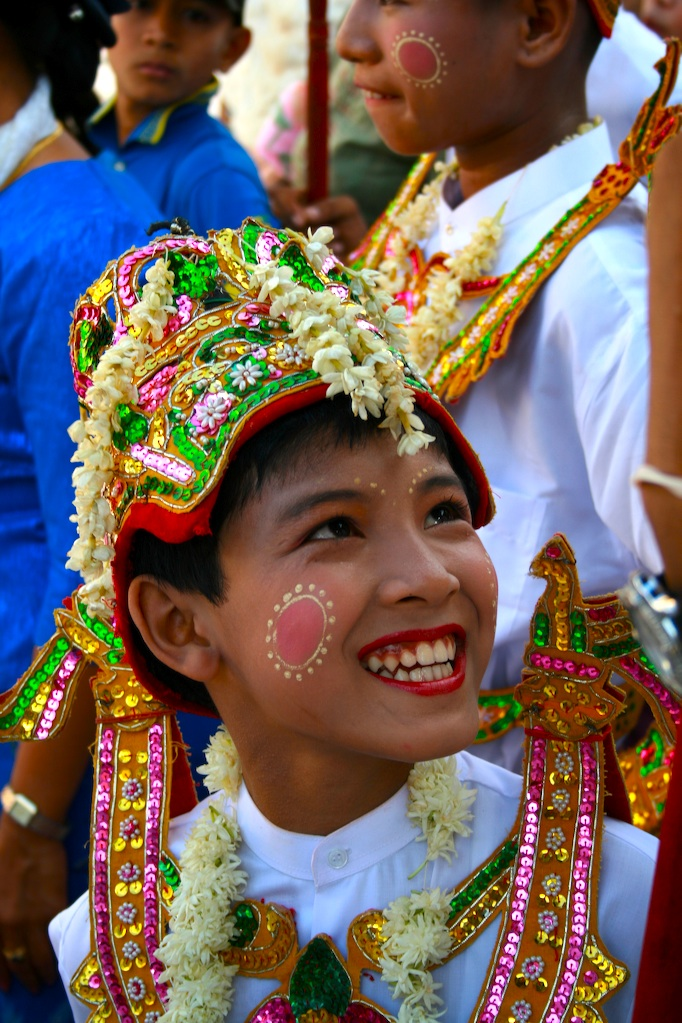
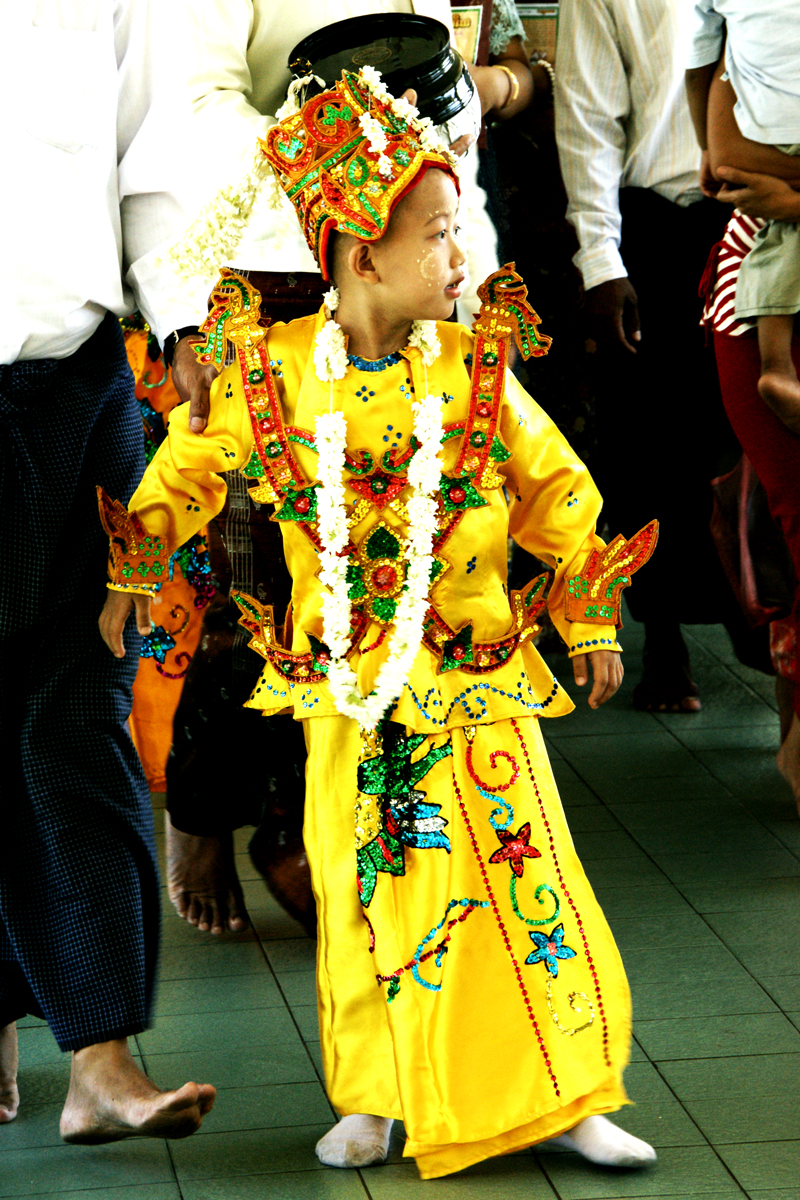
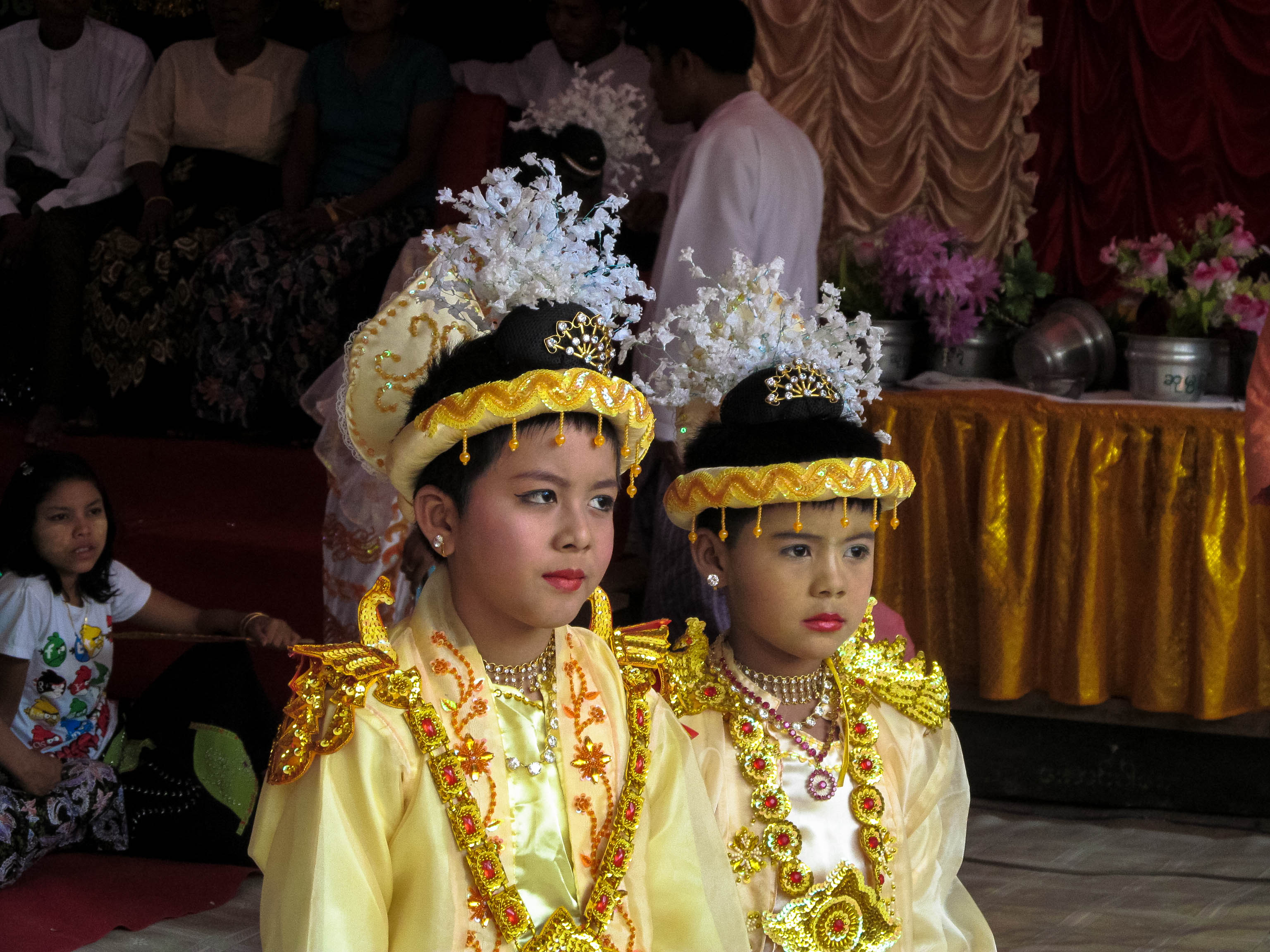
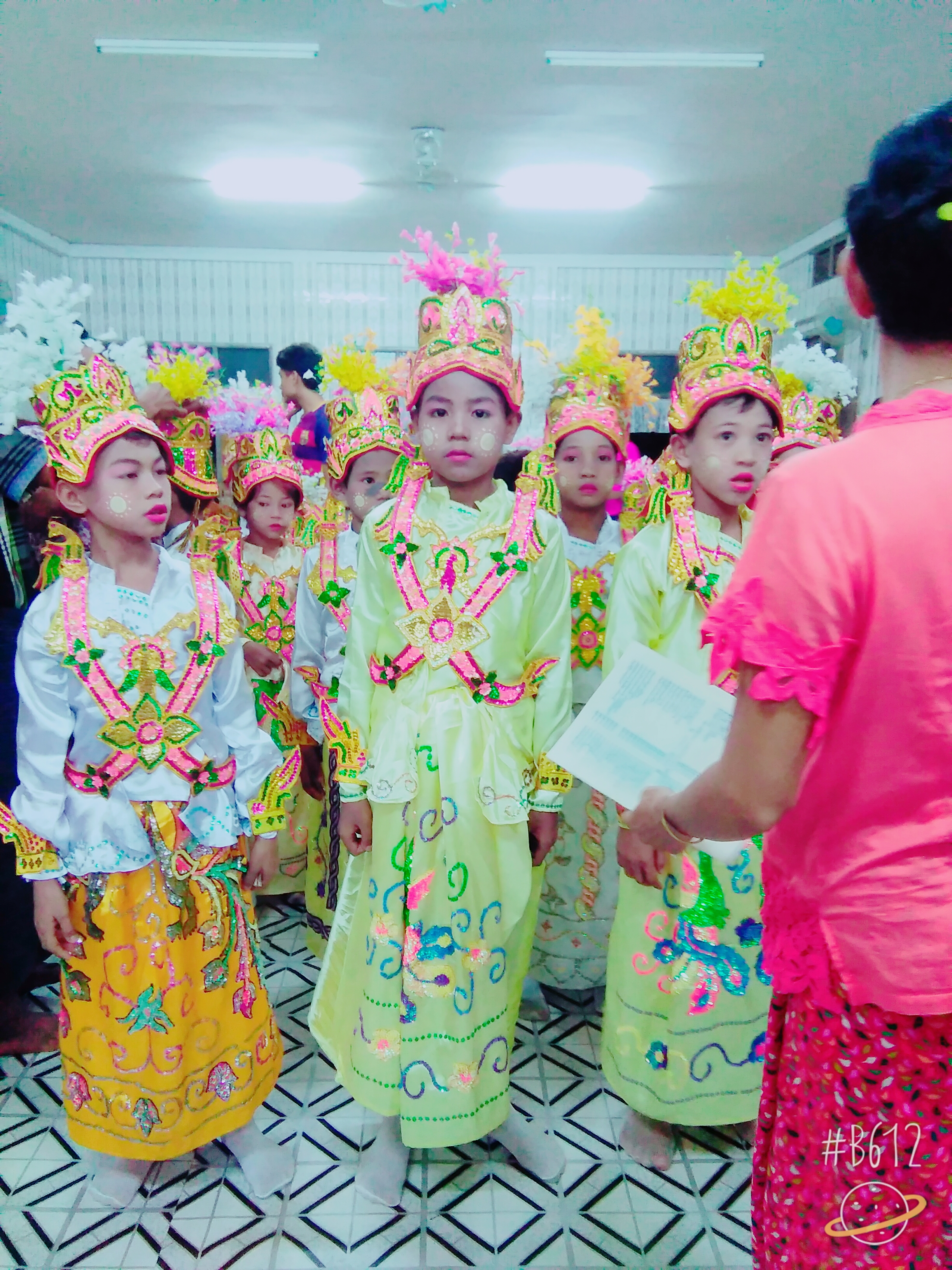
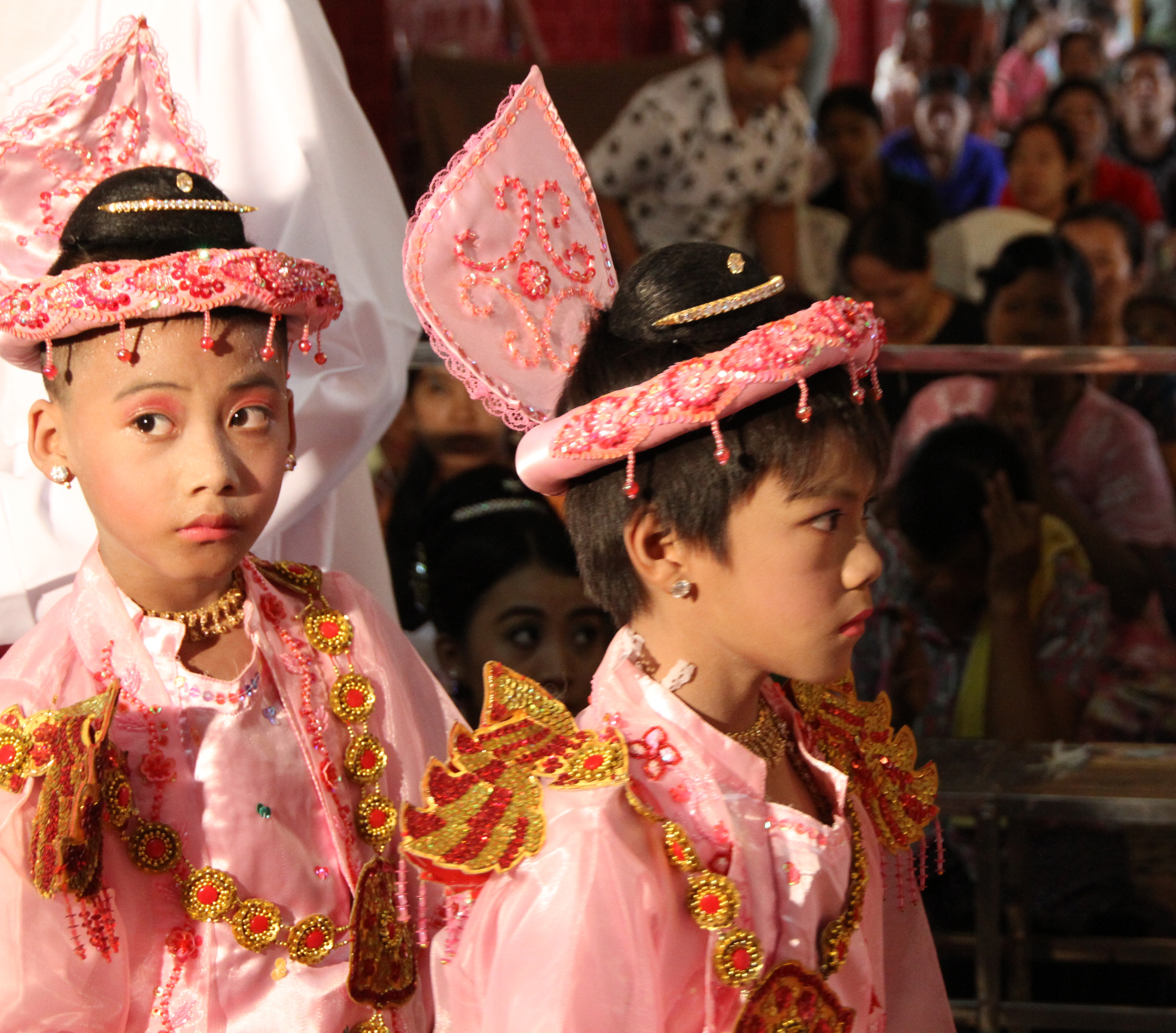
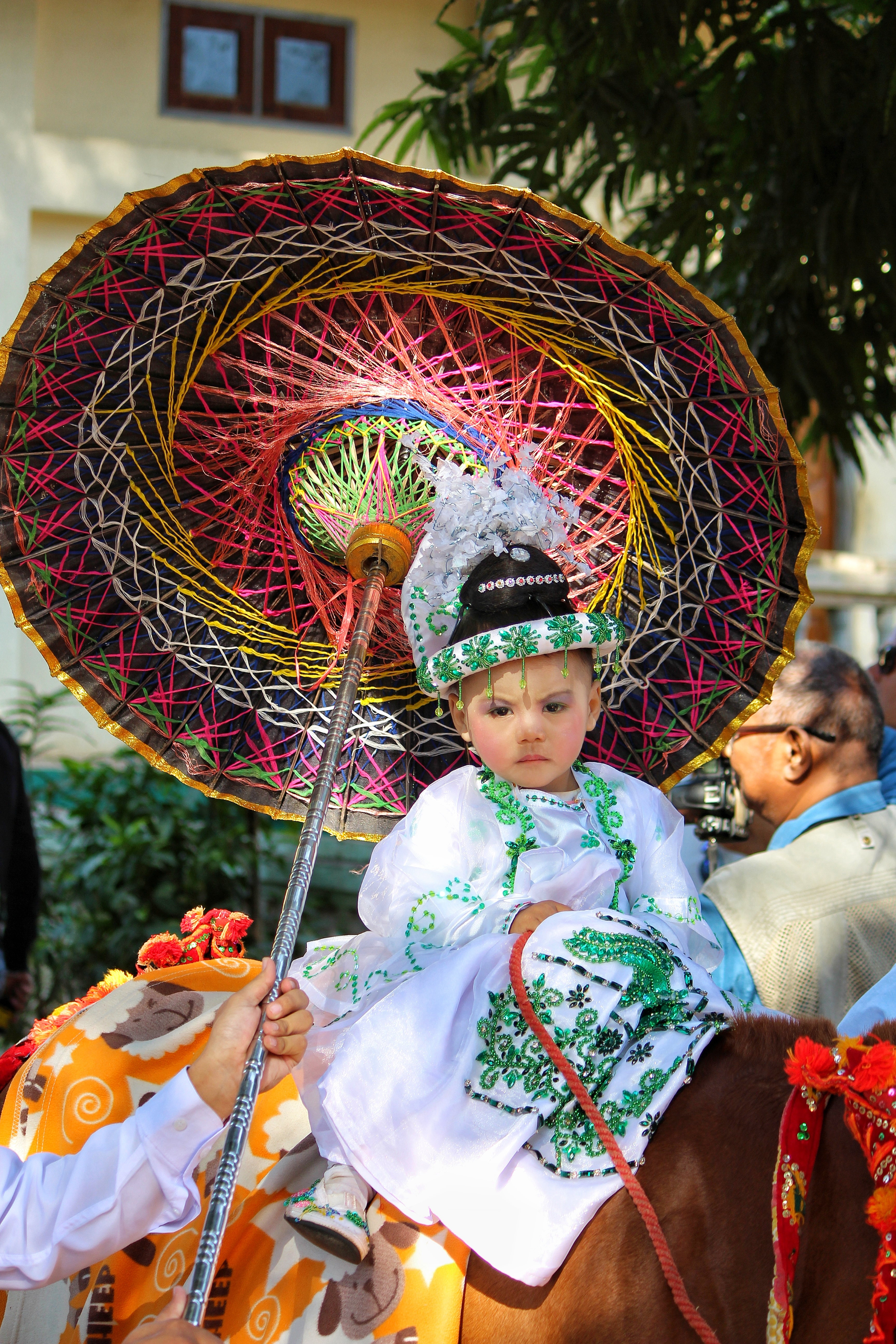

## Cérémonie
Les festivals commencent la veille du shinbyu appelé a-hlu win (အလှူဝင်) avec un pwè ((ပွဲ) un orchestre et un ensemble de danse/drame/comédie et du thé pour les invités. Au milieu d'une rue, un pandal ou mandat (မဏ္ဍပ်) construit en bambou et en papier-mâché avec des colonnes, des frontons et des fleurons ornés d'or et d'argent peints a surgi en une nuit. Des sucreries telles que des barres de jaggery ou de sucre de canne et des a-hlu lahpet (အလှူလက်ဖက်), thé mariné additionné d'huile de sésame entouré de petits tas de pois frits, de cacahuètes et d'ail, de sésame grillé, de crevettes séchées écrasées et de gingembre conservé râpé sont servies avec le thé vert. Dans les villes, les gâteaux, les glaces et le café ont remplacé les sucreries traditionnelles, mais le lahpet occupe toujours une place centrale.

Shinlaung hlè pwe : la procession
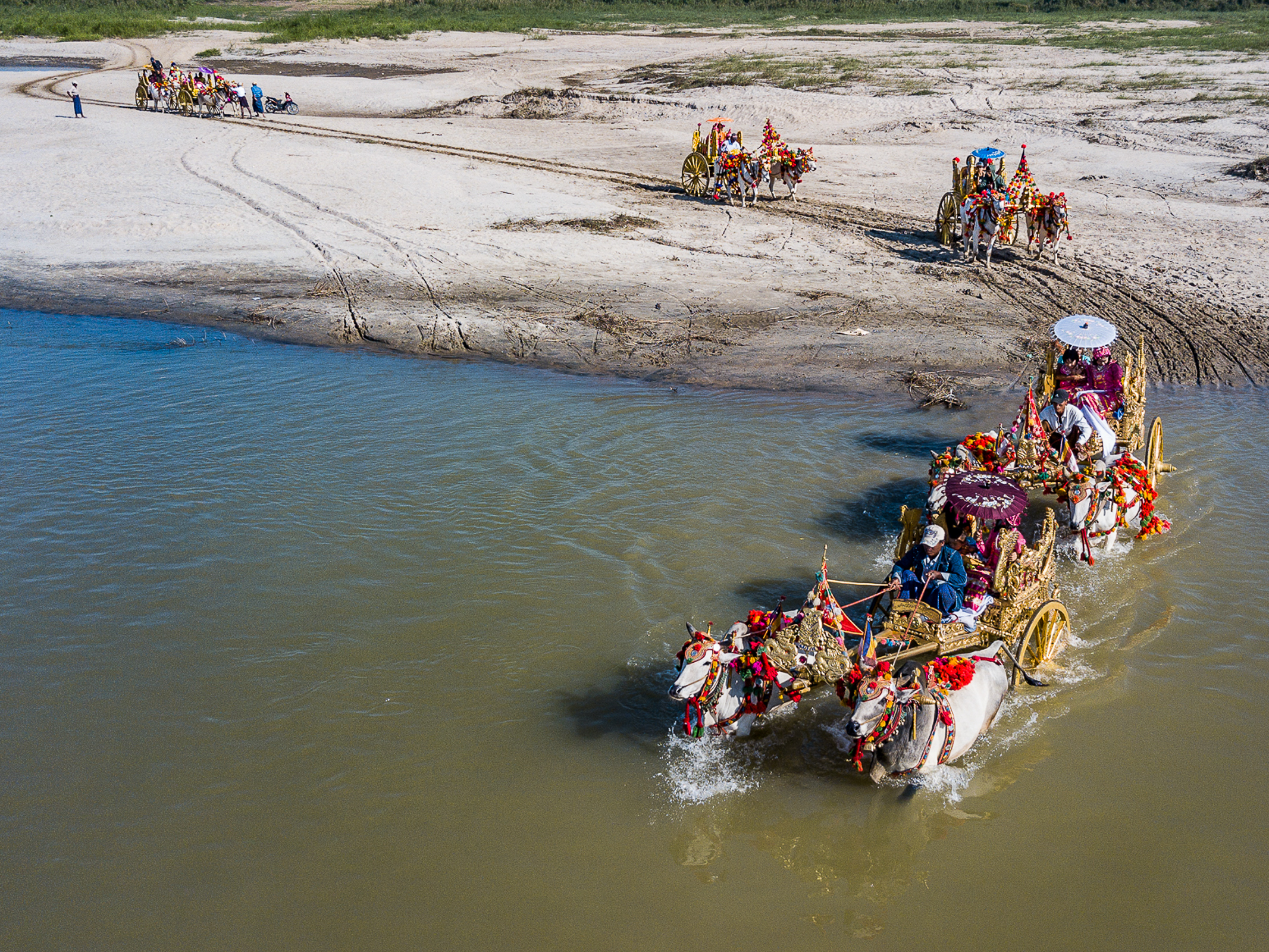
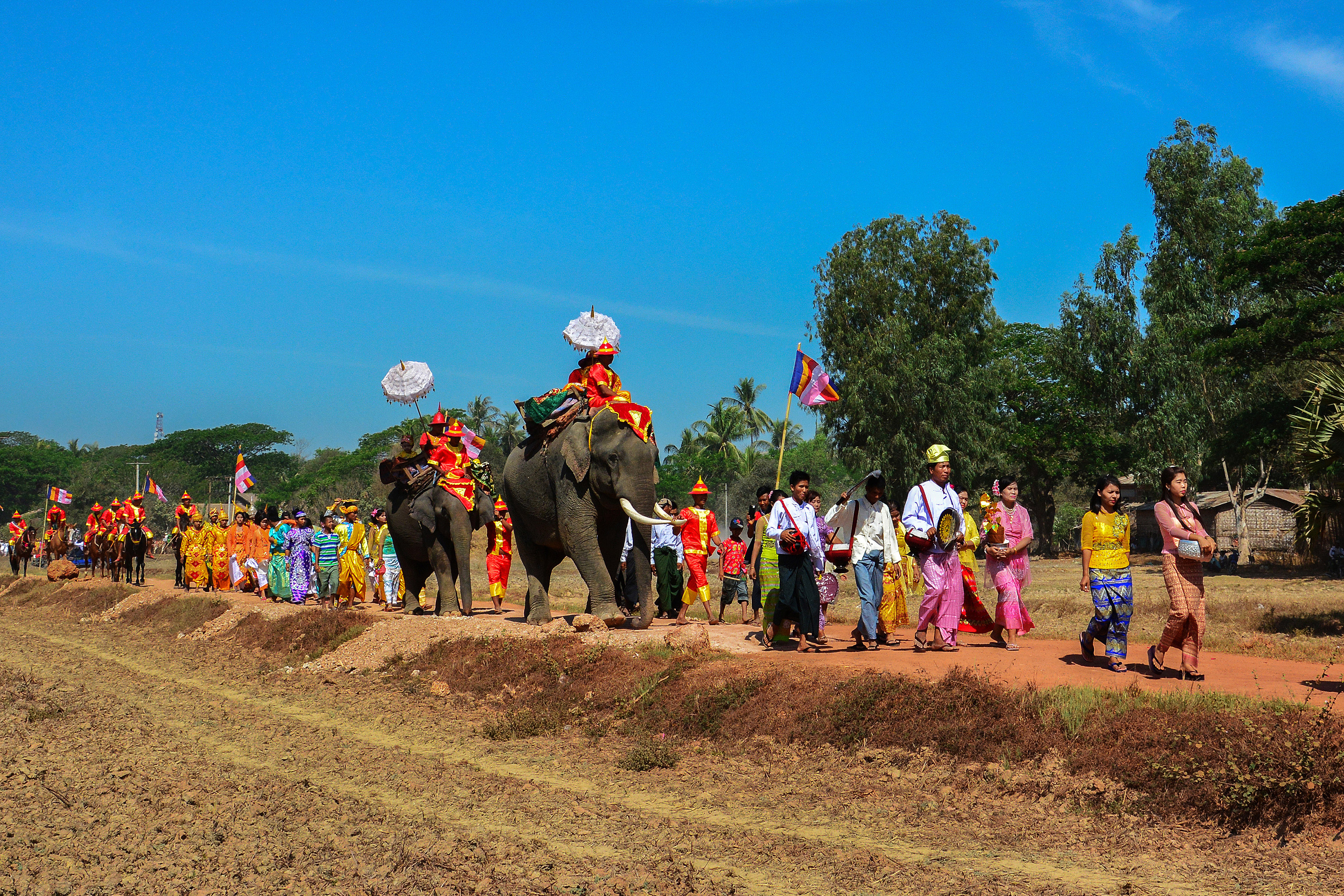
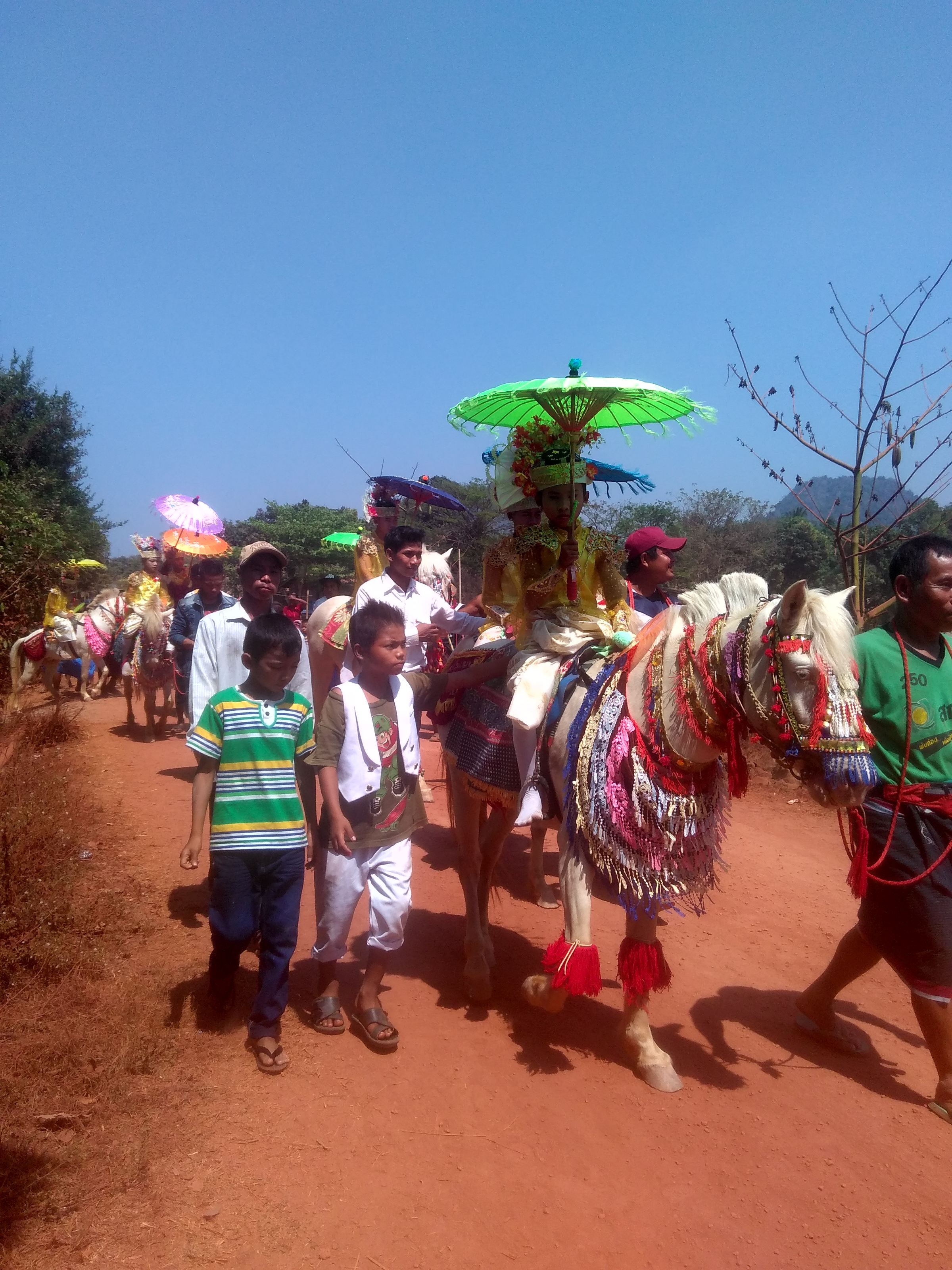
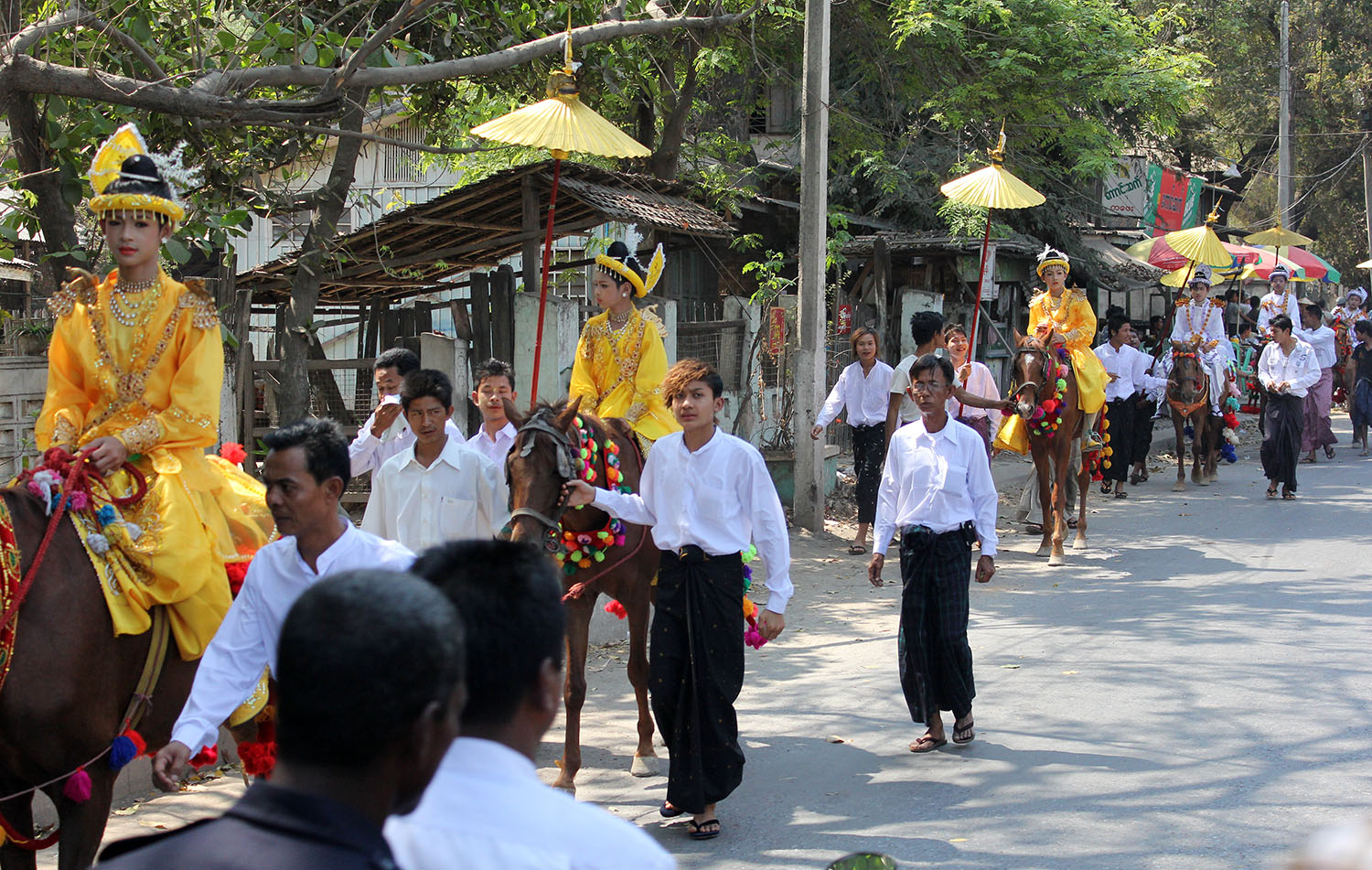
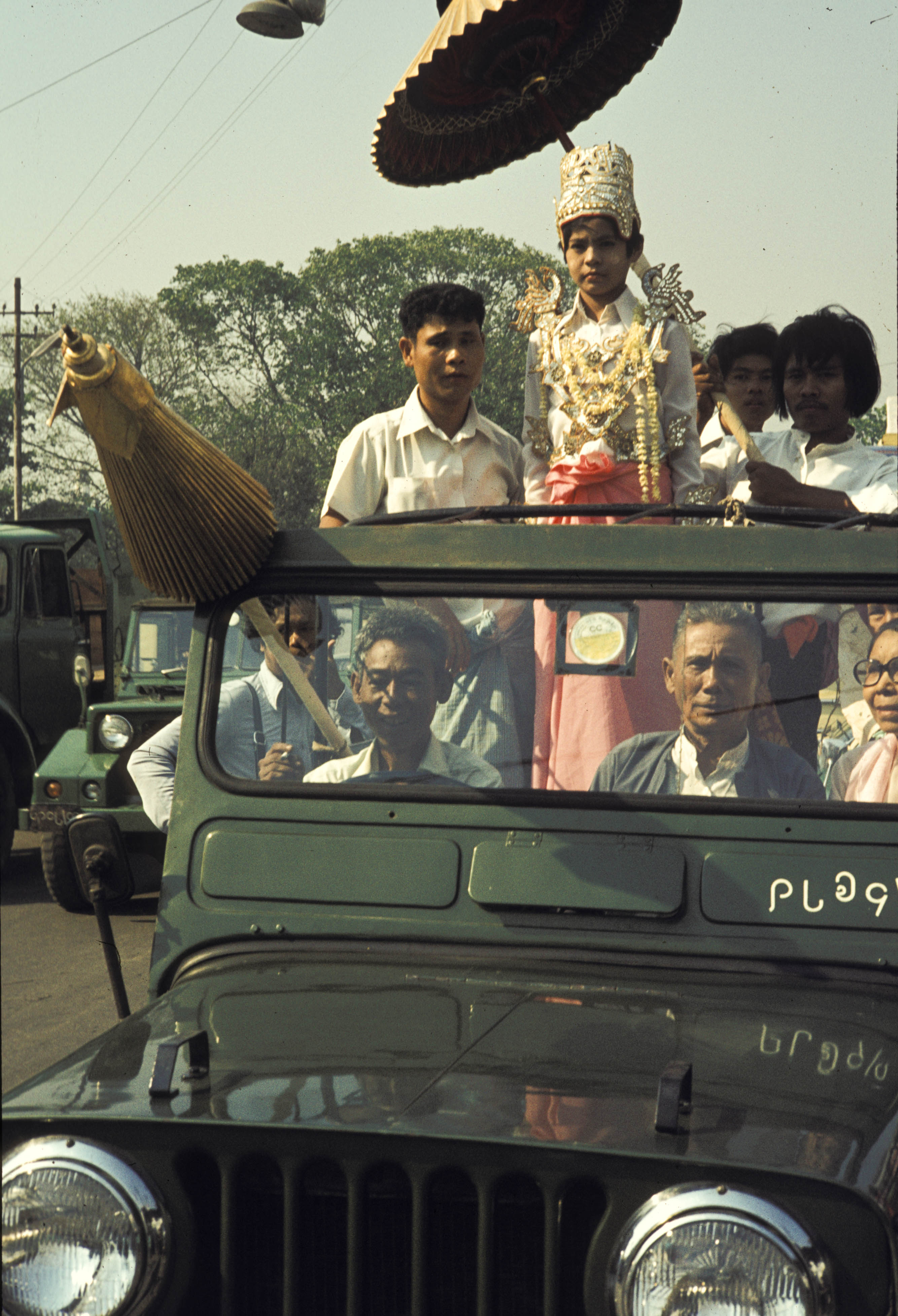

Le grand jour commence tôt avec une procession appelée shinlaung hlè pwe (ရှင်လောင်းလှည့်ပွဲ) jusqu'au monastère, le jeune garçon étant habillé de soies resplendissantes brodées d'or comme un prince ou un roi, protégé du soleil par un parapluie d'or et conduit à cheval par un orchestre dirigé par un clown à moustache tenant un parasol et dansant joyeusement. Ce rituel symbolise le départ du prince Siddhartha du palais royal, avec ses plaisirs sensuels et son luxe, à l'âge de vingt-neuf ans, laissant sa femme et son fils nouveau-né à la recherche des quatre nobles vérités. Derrière son cheval suit la famille, ses parents portant les robes monastiques et les huit autres objets nécessaires, appelés pareihkara shippa (ပရိက္ခရာရှစ်ပါး), quand ses sœurs ou les jeunes filles du village portant les boîtes cérémonielles de paan (ကွမ်းတောင်ကိုင် kundaung (en) gaing) et des fleurs de lotus (ပန်းတောင်ကိုင် pandaung gaing), tous vêtus de leurs plus belles soies, le reste de la joyeuse troupe complétant la procession. La pagode Shwedagon est invariablement le premier port d'escale d'une procession shinbyu à Rangoun. Le futur novice (ရှင်လောင်း shinlaung) peut être le centre de l'attention, mais sa sœur peut, lors de la même cérémonie, se faire percer l'oreille (နားထွင်း na htwin) avec une aiguille en or, déguisée en princesse royale.

L'arrivée à la pagode
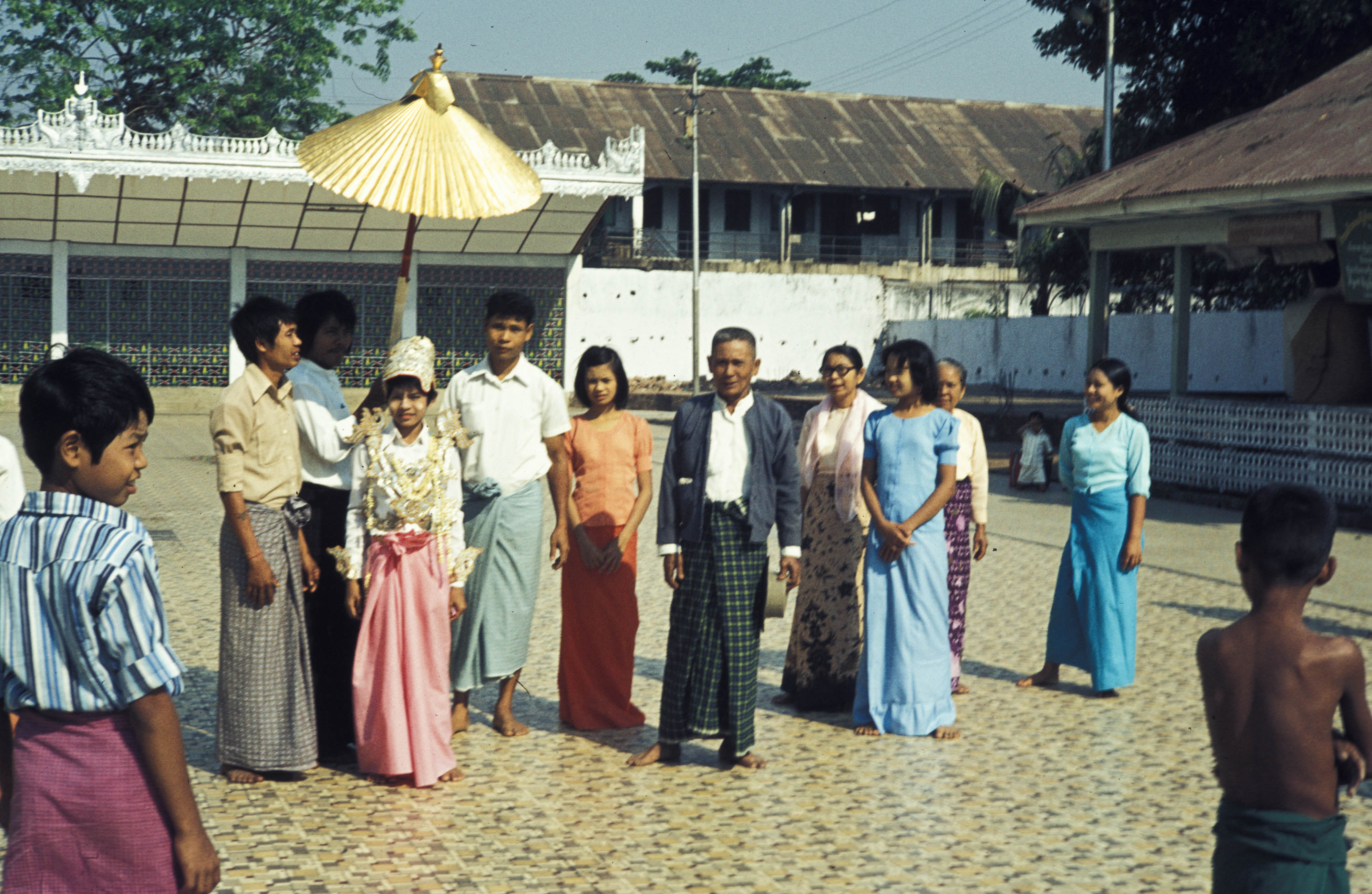
En 1981
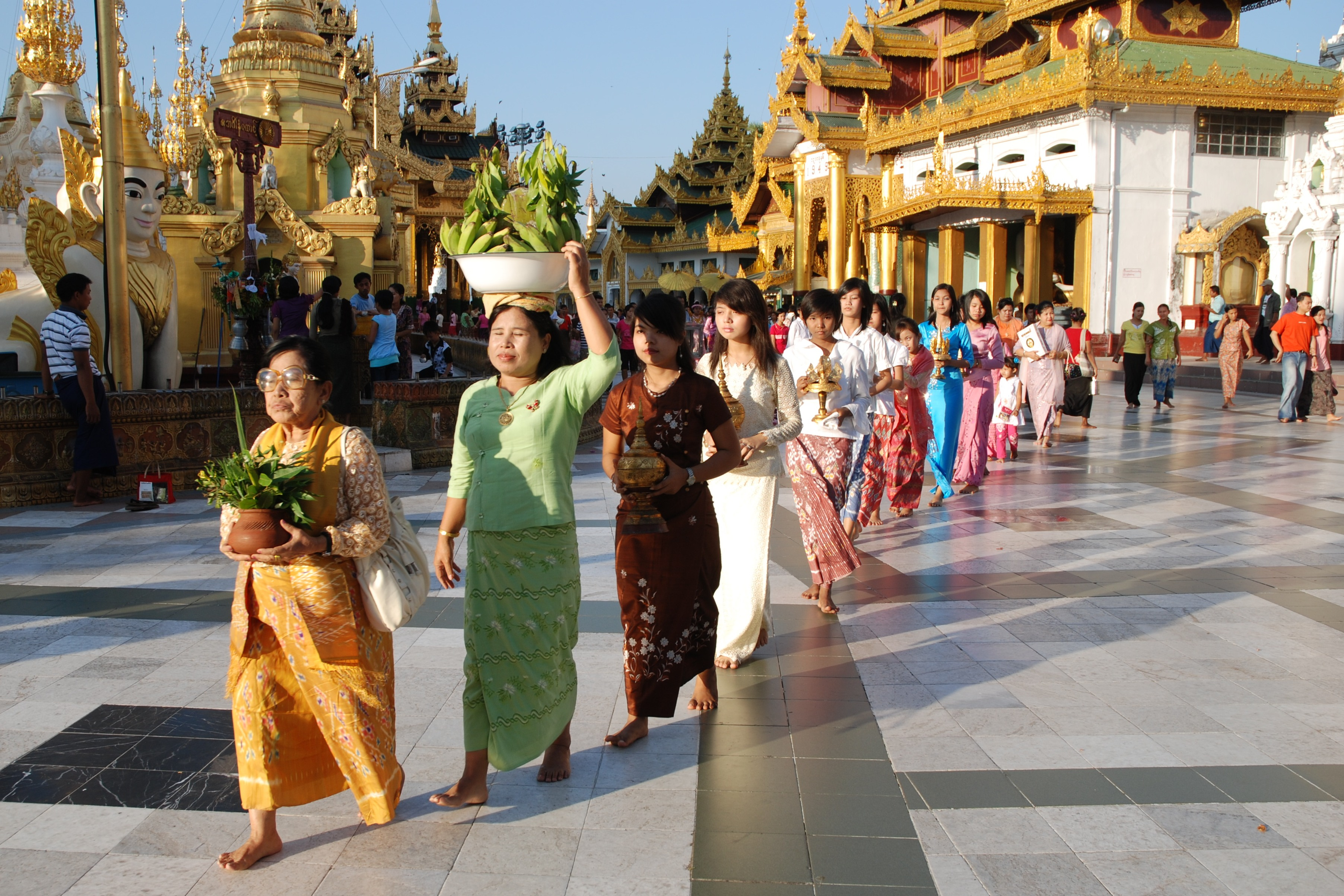
À la pagode Shwedagon
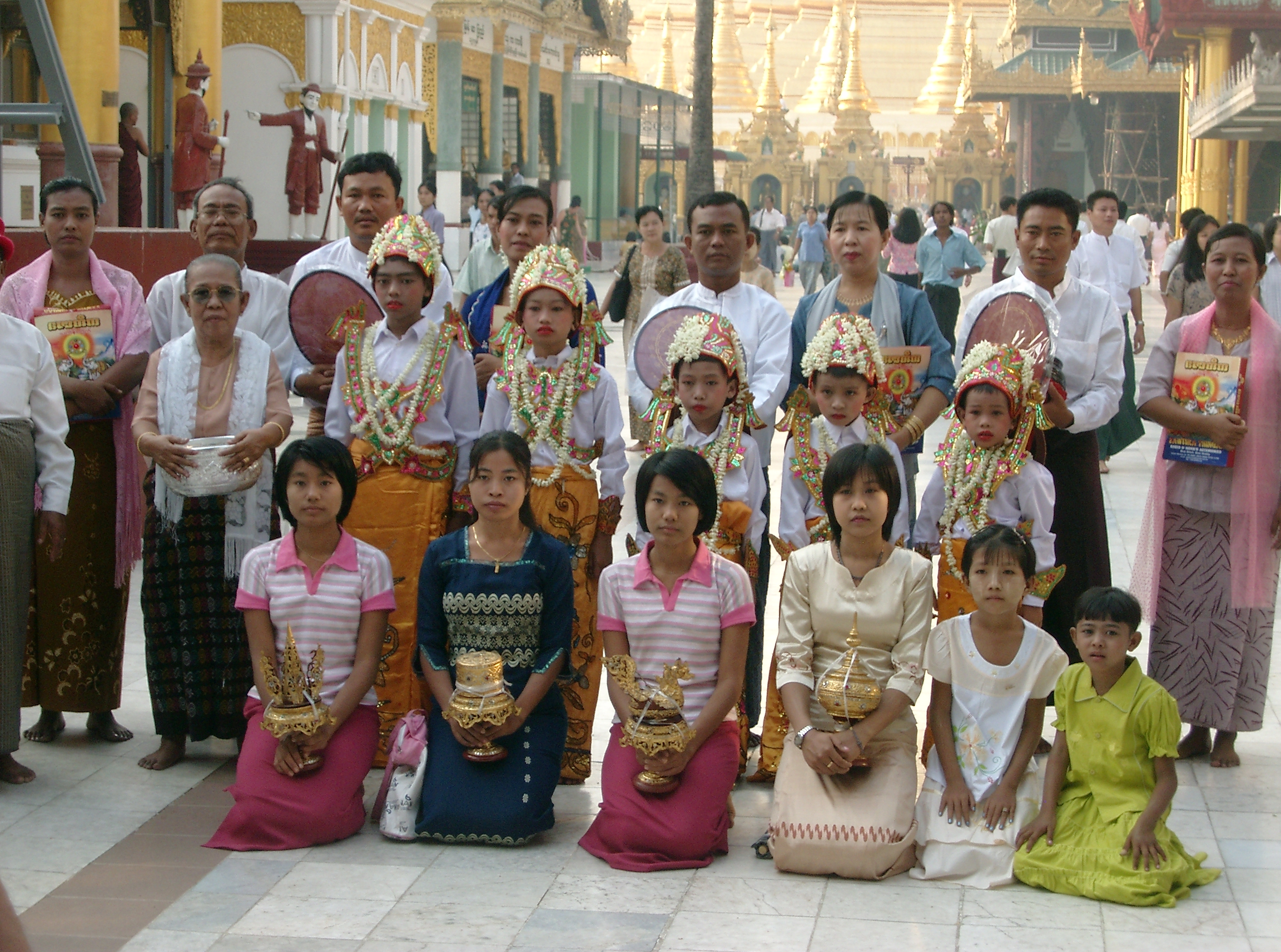
À la pagode Shwedagon : les shinlaungs (novices) sont au second rang. Derrière eux leurs sœurs, avec, de gauche à droite, du pandaung (au motus), du kundaung (paan),  hintha ohk et du hsun ohk
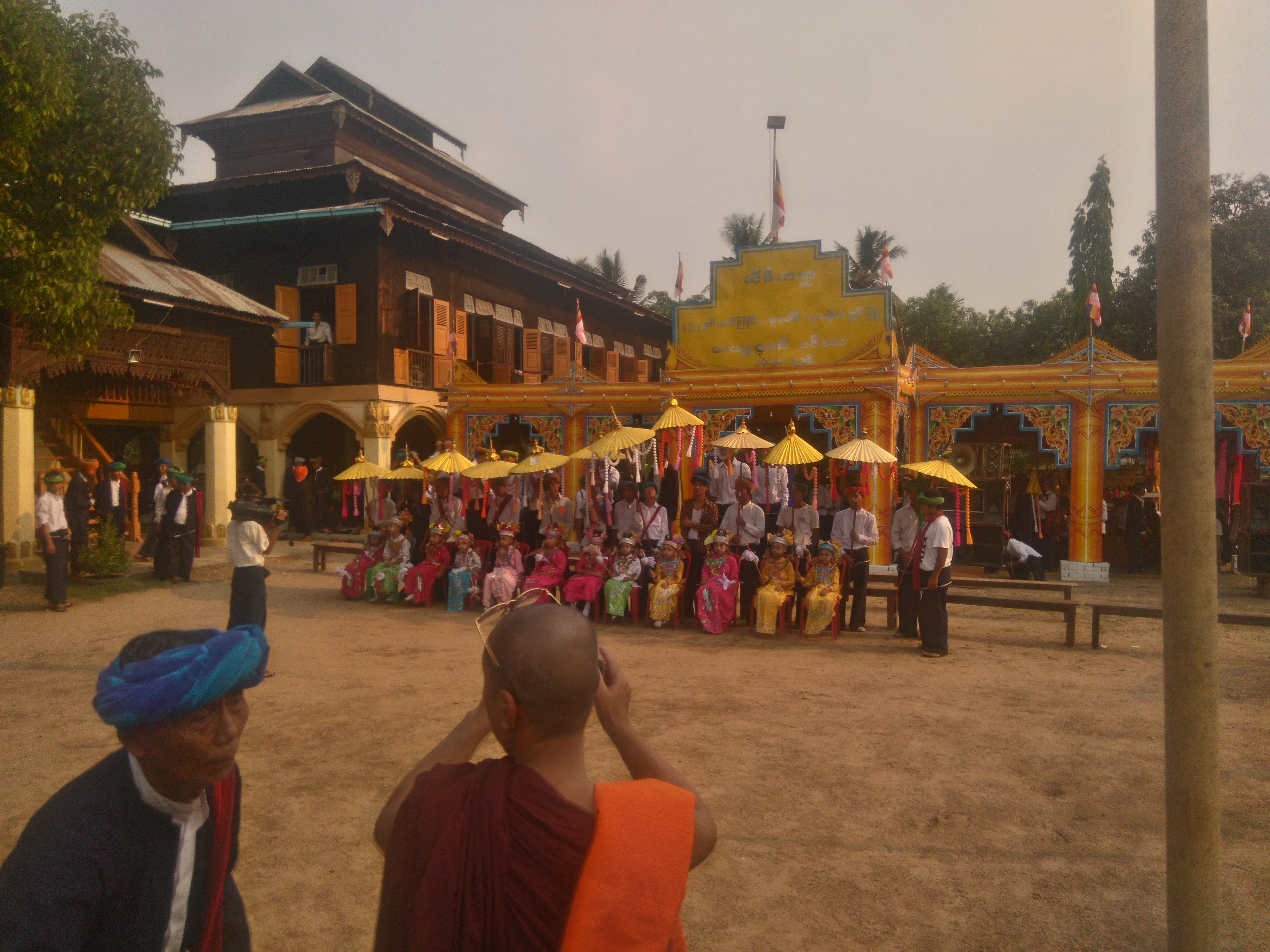

Au monastère, les moines sont réunis pour présider la cérémonie et recevoir leur jeune protégé ainsi que diverses aumônes et offrandes. Un festin a été préparé pour tous, avec des tables rondes basses posées sur de fines nattes et tapis de bambou ou dans un chapiteau avec de longues tables et bancs de bambou. Cette journée aura été déclarée "journée sans fumée" (မီးခိုးတိတ် migo deik) pour le village car aucun feu de cuisson ne sera allumé et tout le monde, y compris les chiens, sera le bienvenu au festin qui comprendra des plats de viande et de volaille, une soupe ou un bouillon, du poisson salé au curry avec des légumes à part, des mangues vertes fermentées ou des germes de haricots suivis d'un dessert, toujours avec du lahpet.

Hsan cha, le rasage de la tête.
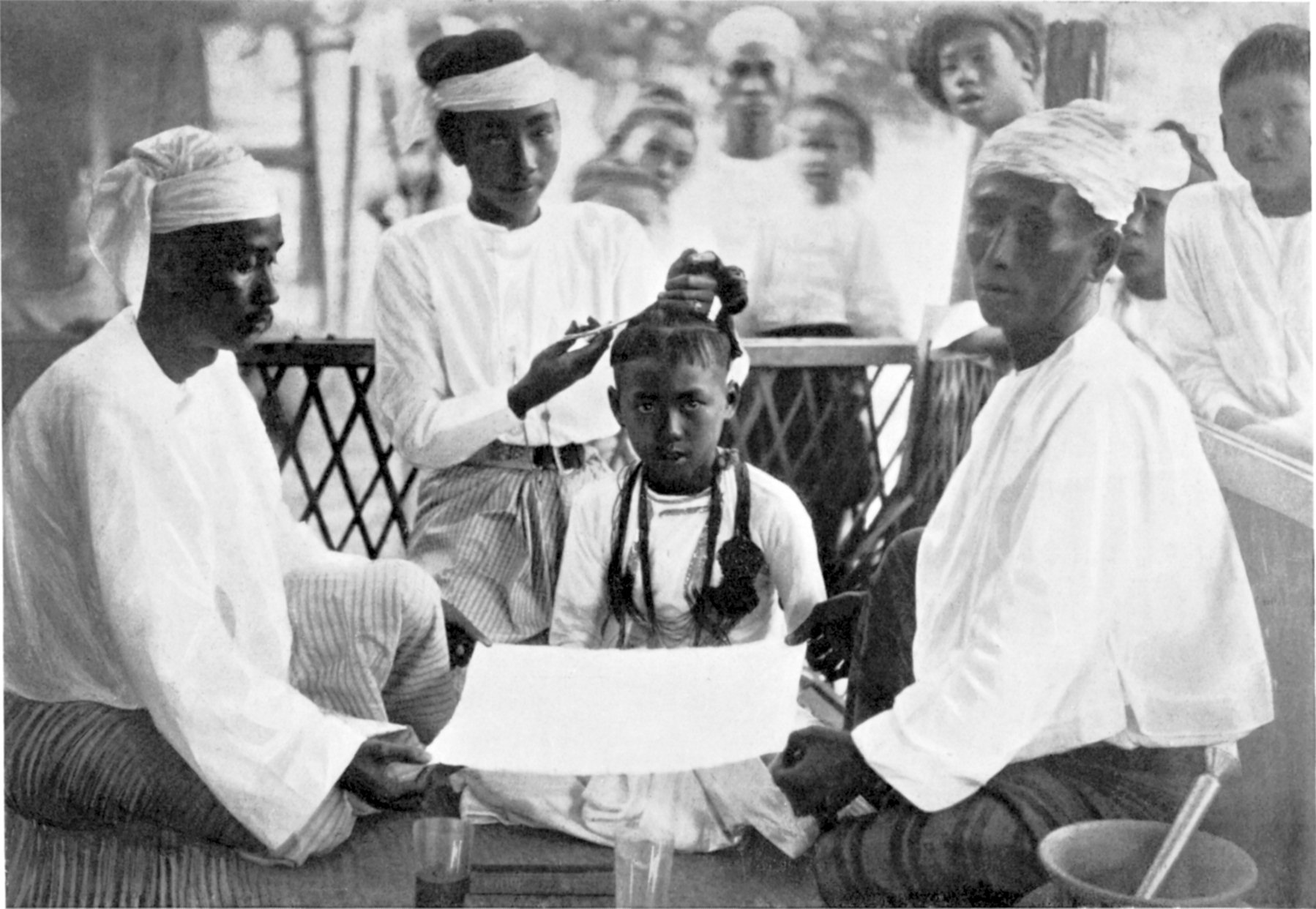
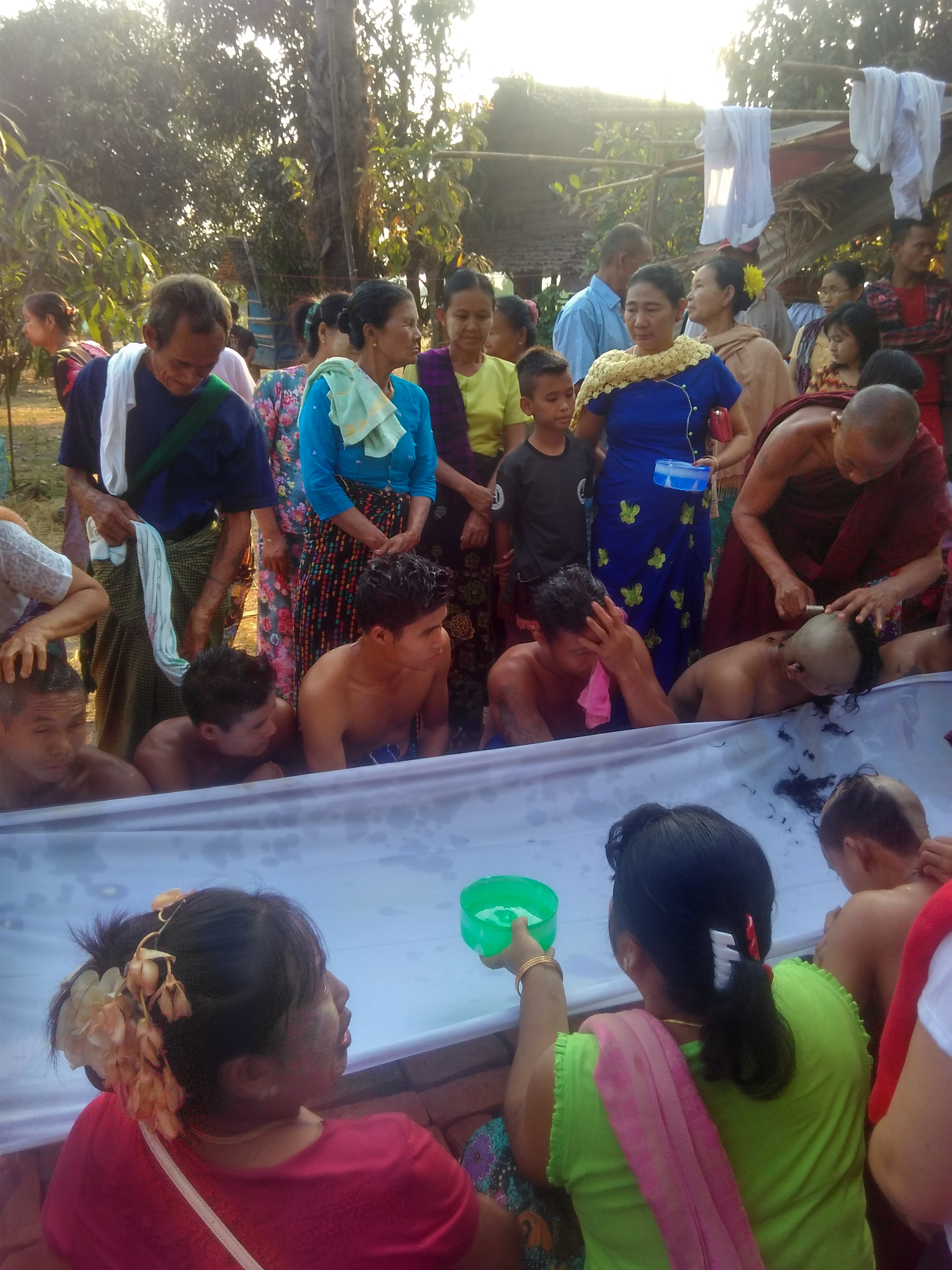

Un brahmane peut être spécialement engagé comme maître de cérémonie notamment pour un na htwin, mais ce sont les moines qui vont superviser et effectuer le rasage de la tête, appelé hsan cha (ဆံချ). Les cheveux sont reçus dans un tissu blanc par les parents qui s'agenouillent avec le jeune shinlaung (ရှင်လောင်း), tandis que le garçon récite des réflexions sur les souillures corporelles en pāli, pour augmenter le détachement de soi de ses cheveux. Le garçon, qui a maintenant échangé son habit princier contre une robe blanche, s'agenouille devant le sayadaw et récite les dix préceptes suivis du thingan daung (သင်္ကန်းတောင်း). Il reçoit la robe safran et est aidé par un moine pour l'enfiler. Ensuite, il reçoit de ses parents son bol à aumônes (သပိတ် thabeik) et son éventail en feuilles de palmier (ယပ် yat) avec des sourires de joie et des larmes de chagrin, sa mère étant triste de se séparer de son fils pour la première fois.

La demande de robe
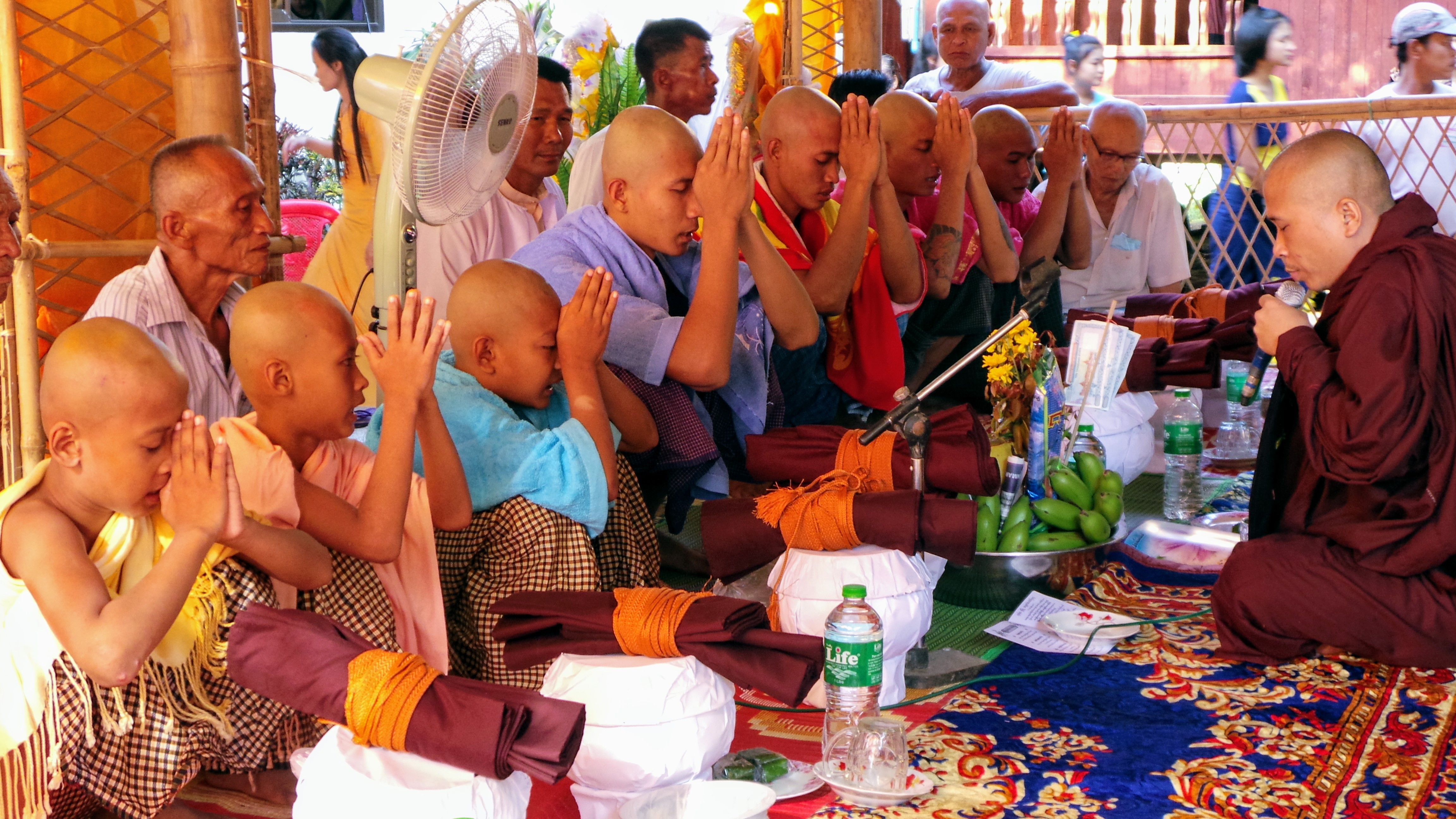

## Le novice
Même le plus puissant des rois bouddhistes de l'histoire s'agenouillerait devant un jeune sāmaṇera parce qu'il porte le manteau du Bouddha, aussi les parents font-ils des révérences (ရှိခိုး shihko) à leur jeune fils, désormais tenu à un échelon supérieur, ainsi qu'aux vénérables moines. Aucune manifestation physique d'affection ne peut désormais être considérée comme appropriée jusqu'à ce qu'il quitte le monastère. Il reçoit un nouveau nom Dharma (ဘွဲ့ bwe) en pali, traditionnellement basé sur un système d'appellation astrologique, tel que Shin Ponnya s'il est né le jeudi ou Shin Tayza s'il est né le samedi. Une forme spéciale de langage pour les moines sera utilisée par les laïcs lorsqu'ils lui parleront. [Il sera appelé koyin (ကိုရင်) par tout le monde, y compris ses parents, qui s'adresseront à lui en tant que daga gyi (ဒကာကြီး) et dagama gyi (ဒကာမကြီး). De retour au village, les célébrations peuvent reprendre avec la promesse d'un bon pwè pour la soirée, un autre spectacle gratuit pour tout le quartier ou le village appelé aung bwè (un spectacle pour célébrer...).

La robe blanche
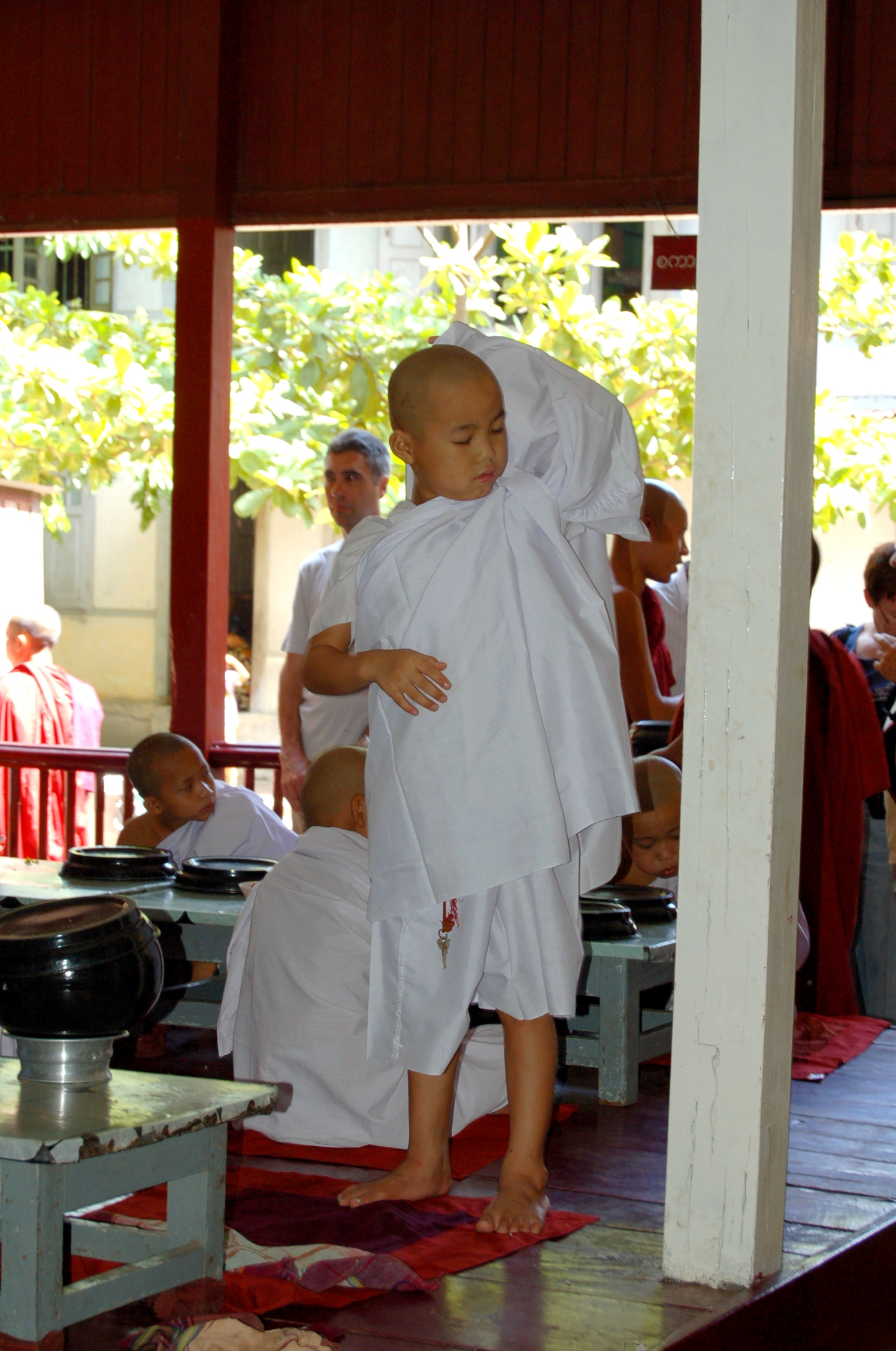